# Burt Bacharach

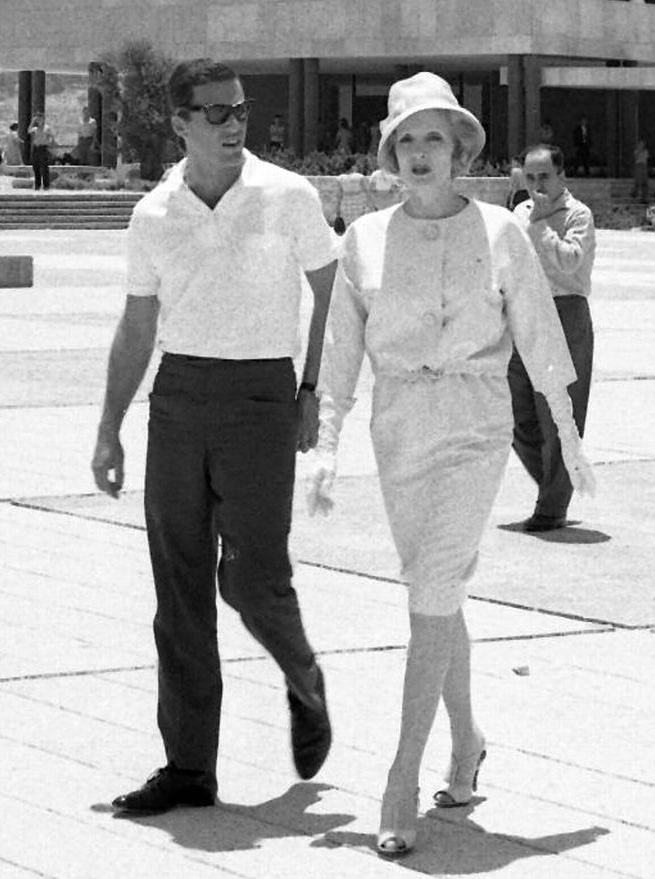
Met Marlene Dietrich in 1960

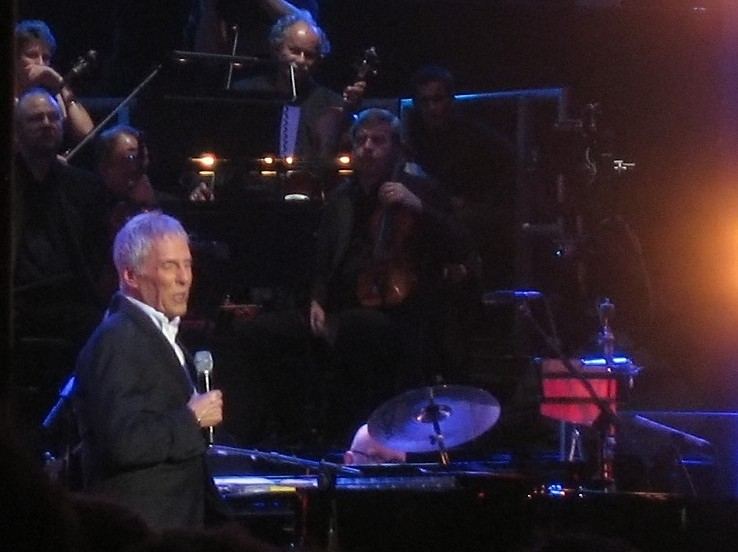
2008

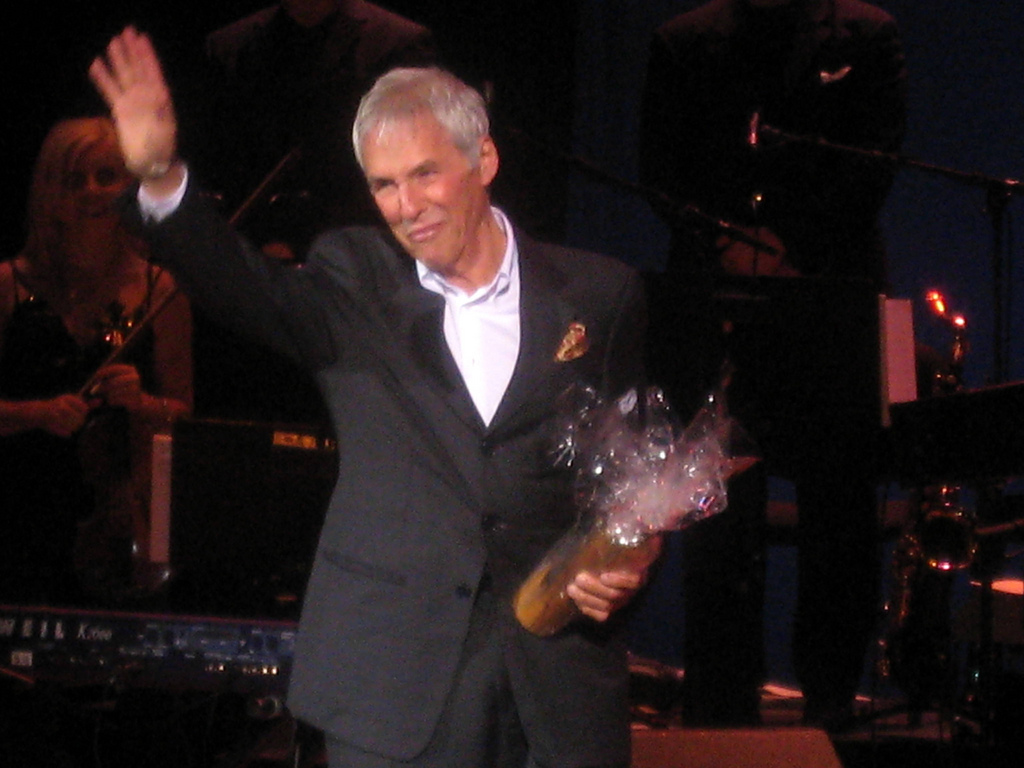
2009

Burt Freeman Bacharach (Kansas City (Missouri), 12 mei 1928 – Los Angeles, 8 februari 2023) was een Amerikaans componist, pianist, arrangeur en muziekproducer. 73 van zijn liedjes kwamen in de Billboard Hot 100 en hadden ook buiten de Verenigde Staten veel succes.

## Biografie
Bacharach studeerde muziek aan de McGill-universiteit in Montreal, de Mannes School of Music in New York en de Music Academy of the West in Montecito. Van 1950 tot 1952 diende hij in het leger als pianist in de officiersclubs van Fort Dix en Governors Island en na zijn overplaatsing naar West-Duitsland als arrangeur van een dansorkest. Daarna was hij pianist en arrangeur voor diverse zangers, onder wie Vic Damone, Polly Bergen, Steve Lawrence, The Ames Brothers, Joel Grey en zijn eerste echtgenote Paula Stewart. In de periode 1958-1961 was hij pianist en bandleider voor Marlene Dietrich.

### Succes met Hal David en Dionne Warwick
In 1957 begon zijn samenwerking met de tekstdichter Hal David, die hij had leren kennen toen beiden in het Brill Building te New York werkten bij een muziekmaatschappij. Hoewel hij ook met andere tekstschrijvers werkte, boekte hij met David het grootste succes. Hun doorbraak kwam met de nummer 1-hit The Story of My Life, gezongen door Marty Robbins.
Op een opnamesessie van The Drifters ontmoette hij de toenmalige achtergrondzangeres Dionne Warwick, die een opmerkelijk vermogen aan de dag legde om ook de moeilijkste van Bacharachs tempi en melodische wendingen aan te kunnen. Zij zong aanvankelijk demo's van David & Bacharach in en nam in 1962 de single Don't Make Me Over op, die in de Amerikaanse top 40 plaats 21 bereikte. De volgende tien jaar bezorgde het duo haar twintig top 40-hits, waarvan er zeven de top 10 haalden.

### Andere successen
Met David of anderen was Bacharach ook verantwoordelijk voor talrijke bekend geworden nummers die gezongen werden door onder anderen The Carpenters, Perry Como, Aretha Franklin, Jack Jones, Tom Jones, Cilla Black, Dusty Springfield, Luther Vandross en Scott Walker. Zijn muziek wordt veelal geclassificeerd als 'easy listening' en gewaardeerd om de opvallende melodielijnen en licht klassiek georiënteerde stijl.
Bacharach componeerde de muziek voor de musical Lost Horizon uit 1973 van Charles Jarrott. Bacharach en David schreven en produceerden het gehele tweede album For the First Time van Stephanie Mills uit 1975. Twee van de tien nummers waren eerder door Dionne Warwick opgenomen, de overige acht waren nieuw.
Bacharach had 73 Billboard Hot 100- en 52 Nederlandse Top 40-hits. Veel van zijn nummers werden opgepikt door jazzmusici als Stan Getz en Wes Montgomery. In 1982 schreef hij een aantal nummers met Neil Diamond, waarvan Heartlight een grote hit werd. Bacharach maakte in 1998 het album Painted from Memory met Elvis Costello. Op At This Time (2005), dat als een protestalbum geldt, staan bijdragen van Costello, Rufus Wainwright en Dr. Dre.
Bacharach werd tientallen malen genomineerd voor muziek- en filmprijzen en ontving onder meer drie Academy Awards, een Emmy Award, een BAFTA Award, twee ASCAP Awards, twee Golden Globes en zeven Grammy Awards.

### Privé
Bacharach was getrouwd met musicalster Paula Stewart (1953–1958), actrice Angie Dickinson (1965–1981), tekstschrijfster Carole Bayer Sager (1982–1991) en ten slotte met Jane Hansen (vanaf 1993). Hij kreeg vier kinderen: één met Dickinson, en één met Sager en twee met Hansen. Op 7 januari 2007 werd bekend dat Nikki Bacharach, zijn 40-jarige dochter uit zijn huwelijk met Dickinson, zelfmoord had gepleegd door middel van verstikking. De vrouw leed aan het syndroom van Asperger.
Bacharach werd 94 jaar oud.

## Albums
- Hitmaker! Burt Bacharach Plays His Hits (1965)
- What's New Pussycat Soundtrack (1965)
- Reach Out (1967)
- Casino Royale Soundtrack (1967)
- Make it Easy on Yourself (1969)
- Butch Cassidy and the Sundance Kid Soundtrack (1969)
- Promises, Promises Soundtrack (1969)
- Burt Bacharach (1971)
- Living Together (1974)
- Futures (1977)
- Woman (1979)
- One Amazing Night (1998)
- Painted from Memory met Elvis Costello (1998)
- Isley Meets Bacharach: Here I Am met Ronald Isley (2003)
- At This Time (2005)

## Hits
- Baby, It's You (The Shirelles - 1962, gecoverd door The Beatles)
- The Man Who Shot Liberty Valance (Gene Pitney - 1962, uit de gelijknamige film)
- Don't Make Me Over (Dionne Warwick - 1962)
- Make it Easy on Yourself (Jerry Butler - 1962)
- Twenty Four Hours from Tulsa (Gene Pitney - 1963)
- Blue on Blue (Bobby Vinton - 1963)
- Anyone Who Had a Heart (Dionne Warwick - 1963)
- Wives and Lovers (Jack Jones - 1963)
- Walk On By (Dionne Warwick - 1964, Aretha Franklin - 1964, Isaac Hayes - 1970, the Stranglers - 1978)
- Wishin' and Hopin' (Dusty Springfield - 1964, The Merseybeats - 1964)
- (There's) Always Something There to Remind Me (Sandie Shaw - 1964, Naked Eyes - 1982)
- A House is Not a Home (Brook Benton - 1963, Dionne Warwick - 1964)
- What the World Needs Now Is Love (Jackie DeShannon - 1965)
- What's New Pussycat? (Tom Jones - 1965, uit de gelijknamige film), genomineerd voor de Academy Award voor beste originele nummer in 1965
- Alfie (Cilla Black - 1966, uit de gelijknamige film), genomineerd voor de Academy Award voor beste originele nummer in 1966, kreeg een Grammy Award in 1967
- My Little Red Book (Love - 1966)
- This Guy's in Love with You (Herb Alpert & the Tijuana Brass - 1967)
- I Say a Little Prayer (Dionne Warwick - 1967, Aretha Franklin - 1968)
- The Look of Love (Dusty Springfield - 1967, uit de film Casino Royale, Sérgio Mendes - 1968), genomineerd voor de Academy Award voor beste originele nummer in 1967
- Do You Know the Way to San Jose (Dionne Warwick - 1968, Trijntje Oosterhuis - 2006)
- Promises, Promises (Jill O'Hara - 1968, Dionne Warwick - 1968), de soundtrack kreeg een Grammy Award in 1969
- Raindrops Keep Fallin' on My Head (B.J. Thomas - 1969, uit de film Butch Cassidy and the Sundance Kid), kreeg de Academy Award voor beste originele nummer in 1969
- I'll Never Fall in Love Again (Dionne Warwick - 1969, uit de musical Promises, Promises)
- Close to You (The Carpenters - 1970)
- One Less Bell to Answer (The 5th Dimension - 1970)
- Arthur's Theme (Best That You Can Do) (Christopher Cross - 1981, uit de film Arthur), kreeg de Academy Award voor beste originele nummer in 1981
- On My Own (Patti LaBelle en Michael McDonald - 1986)
- That's What Friends Are For - 1982, uit de film Night Shift door Rod Stewart; in 1986 werd de coverversie door Dionne Warwick, Stevie Wonder, Gladys Knight en Elton John een grote hit waarmee miljoenen voor aidsbestrijding werd verdiend